# Candidats à la nomination démocrate au poste de vice-président des États-Unis 2020
 (juin 2020).
Cet article répertorie les candidats potentiels à la nomination démocrate au poste de vice-président des États-Unis aux élections de 2020. L'ancien vice-président Joe Biden, le candidat présumé au poste de président des États-Unis, choisira son colistier à un moment donné avant ou pendant la convention nationale démocrate de 2020. Joe Biden a promis de sélectionner une femme, ce qui serait la troisième fois dans l'histoire des États-Unis que la candidate à la vice-présidence d'un grand parti serait une femme, après Geraldine Ferraro (1984) et Sarah Palin (2008).

## Processus de présélection
Lors du débat primaire démocrate du 15 mars 2020 entre l'ancien vice-président Joe Biden et le sénateur du Vermont Bernie Sanders, Joe Biden s'est engagé à choisir une femme comme colistière. Lors de ce même débat, Bernie Sanders a déclaré qu'il ferait probablement de même, mais ne s'est pas engagé à le faire. Joe Biden est devenu le candidat présumé pour l'élection présidentielle après que Bernie Sanders s'est retiré le 8 avril, bien que le candidat démocrate ne soit officiellement nommé qu'à la Convention nationale démocrate de 2020 en août 2020. Joe Biden prévoit d'annoncer son colistier d'ici le 1er août 2020.
En supposant que Joe Biden respecte son engagement, son colistier deviendrait la troisième femme à être candidate à la vice-présidence d'un grand parti de l'histoire des États-Unis, après la démocrate Geraldine Ferraro en 1984 et la républicaine Sarah Palin en 2008. Si le candidat démocrate remporte les élections de 2020, le colistier de Joe Biden deviendrait la première femme à occuper le poste de vice-présidente des États-Unis le 20 janvier 2021.
De plus, Joe Biden a indiqué qu'il ferait sa sélection sur la base de convictions politiques partagées et d'expériences passées. Il a noté que sa sélection sera probablement plus jeune que lui et qu'il choisira probablement quelqu'un qui est "prêt le premier jour à être président". Le 30 avril, il a été annoncé que le comité de sélection serait composé de Lisa Blunt Rochester, Chris Dodd, Eric Garcetti et Cynthia Hogan.

## Candidates lors du processus de sélection
L'équipe de campagne de Joe Biden aurait commencé le processus de sélection des candidats potentiels en mai 2020, ce dernier devrait durer plusieurs mois. Le 26 juin 2020, CNN a affirmé que les quatre candidates suivantes étaient celles ayant le plus de chance de devenir vice-présidente.
| Candidate | Candidate             | Etat d'origine | Notes                                                                                 |
| --------- | --------------------- | -------------- | ------------------------------------------------------------------------------------- |
|           | Keisha Lance Bottoms, | Géorgie        | Maire d'Atlanta (2018-)                                                               |
|           | Val Demings,          | Floride        | Représentante de la Floride (2017-)                                                   |
|           | Kamala Harris,        | Californie     | Sénatrice de Californie (2017-) Ancienne candidate à la primaire démocrate de 2020    |
|           | Elizabeth Warren,     | Massachusetts  | Sénatrice du Massachusetts (2013-) Ancienne candidate à la primaire démocrate de 2020 |

Le 12 juin 2020, l'agence Associated Press a affirmé que les deux candidates suivantes avaient également été sélectionnées.
| Candidate | Candidate              | Etat d'origine  | Notes                                                    |
| --------- | ---------------------- | --------------- | -------------------------------------------------------- |
|           | Michelle Lujan Grisham | Nouveau-Mexique | Gouverneure du Nouveau-Mexique (2019-)                   |
|           | Susan Rice             | Washington D.C. | Ancienne conseillère à la sécurité nationale (2013-2017) |